# Animals Are Beautiful People
Animals Are Beautiful People je dokumentární film jihoafrického režiséra Jamie Uyse z roku 1974.

## Obsah filmu
Film vypráví humorným způsobem o rostlinách a zvířatech v Jihoafrické republice, Namibii, Botswaně a Zimbabwe. Těžištěm režisérova zájmu byla především pouštní zvířata. Natáčelo se v poušti Kalahari, v Namibské poušti a také v deltě řeky Okavango. Známou se stala scéna ukazující slony, prasata, opice a další zvířata „opilá“ po konzumaci zkvašených plodů stromu marula spadaných na zem.

## Hudební podbarvení
Film je podbarven úryvky ze známých děl vážné hudby, například:
- při rozkvétání pouště zní úryvek z Louskáčka skladatele Petra Iljiče Čajkovského
- koupání zvířat v oáze je doprovázeno Vltavou od Bedřicha Smetany